# Ostra plamistość oczkowa

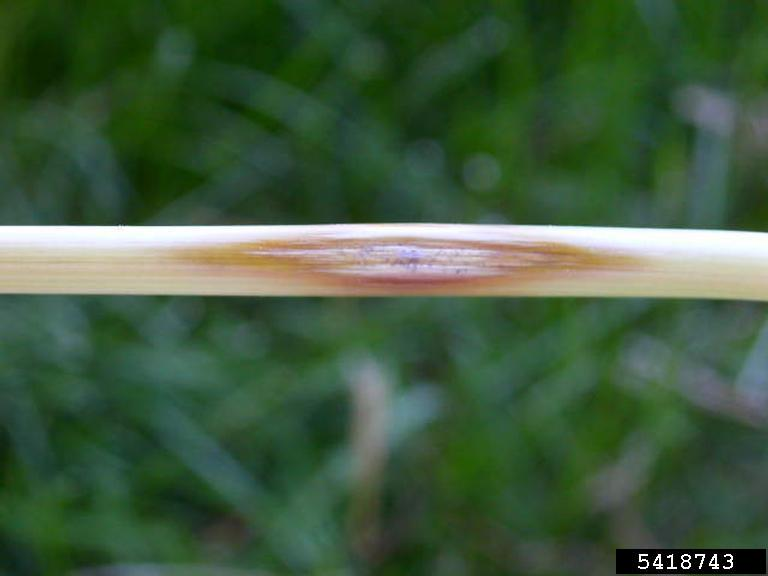
Objawy choroby na źdźble pszenicy

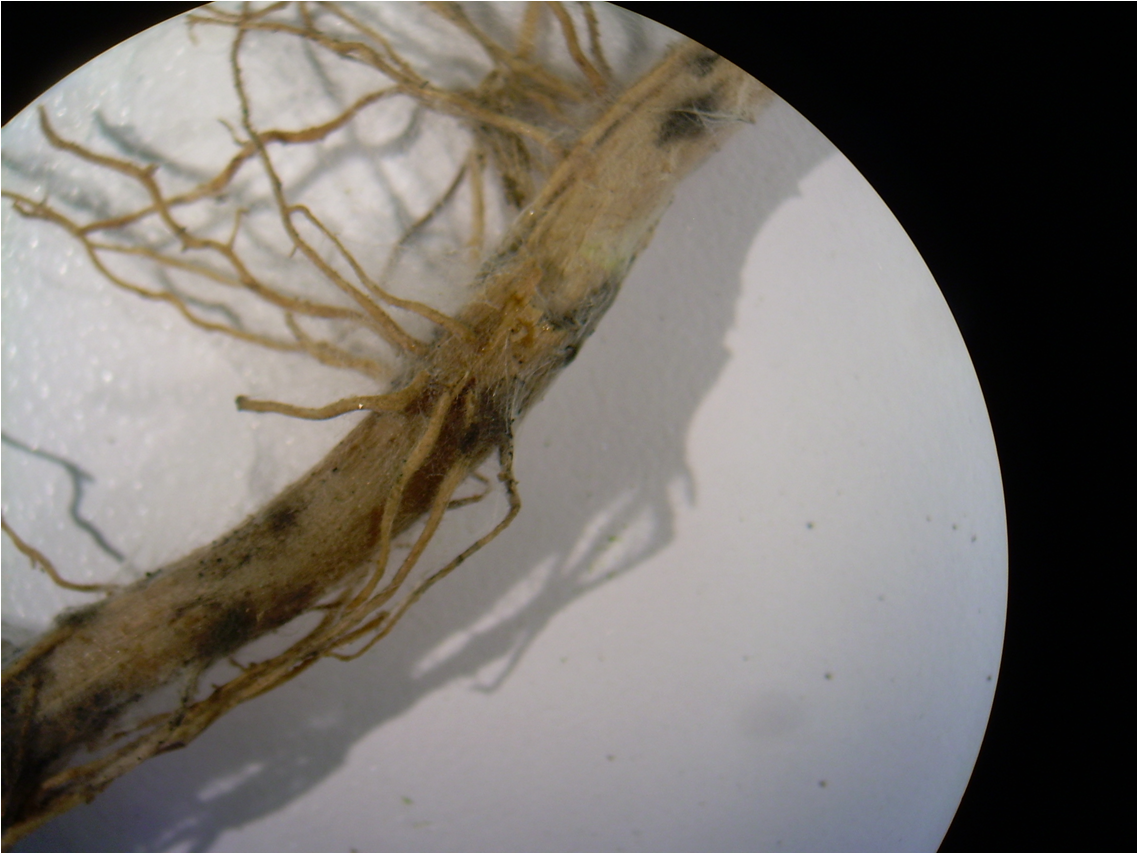
Objawy choroby na korzeniu kukurydzy

Ostra plamistość oczkowa – grzybowa choroba wielu roślin wywołana przez dwa gatunki grzybów zaliczanych do podstawczaków: Rhizoctonia solani (strzępniczek pasożytniczy) i podstawkorożek zbożowy (Ceratobasidium cereale). Choroba zwana jest także rizoktoniozą zbóż.

## Występowanie i szkodliwość
Choroba jest szeroko rozprzestrzeniona we wszystkich strefach klimatycznych i atakuje wiele gatunków roślin. Wśród roślin zbóż są to: pszenica, żyto, pszenżyto, jęczmień, owies, kukurydza. Choroba atakuje także liczne gatunki traw. W USA niszczy trawę na boiskach sportowych i polach golfowych, w Chinach wywołuje duże szkody w uprawach pszenicy. W Polsce nie wywołuje większych szkód, spowodowane przez nią straty w plonach zbóż wynoszą zazwyczaj 0,5–1% plonu, w uprawach pszenżyta notowano jednak większe straty, a ilość porażonych źdźbeł dochodziła do 53%.
W Polsce badaniem tej choroby od 2004 r. zajmują się naukowcy z Uniwersytetu Technologiczno-Przyrodniczego w Bydgoszczy. Po przebadaniu 563 pól uprawnych w 8 województwach stwierdzili duże zróżnicowanie w nasileniu choroby w różnych latach, tendencję do jej rozprzestrzeniania się i korelację z występowaniem innej choroby zbóż – łamliwości źdźbła zbóż i traw. Mianowicie w latach dużego nasilenia łamliwości źdźbeł zbóż rizoktonioza występowała w mniejszym nasileniu, i odwrotnie.

## Objawy
Pierwsze objawy pojawiają się na korzeniach. Na porażonych siewkach obserwuje się zgorzel kiełków, u większych roślin brunatnienie i zamieranie korzeni. Najsilniejsze objawy pojawiają się jednak dopiero w czasie dojrzewania zbóż. Na dolnych międzywęźlach źdźbeł (do drugiego kolanka) występują jasne plamy o soczewkowatym kształcie i długości 3–6 mm. Otoczone są wąską, brunatną obwódką wyraźnie odgraniczoną od zdrowej tkanki. Ta cecha pozwala na łatwe odróżnienie tej choroby od podobnej choroby – łamliwości źdźbeł zbóż. Czasami na plamkach pojawia się beżowa grzybnia patogenów i brunatne sklerocja. Kłosy porażonych roślin stają się brunatne, a ziarniaki zdrobniałe. Ostra plamistość oczkowa występuje w mniejszym nasileniu, niż łamliwość źdźbeł zbóż, poraża tylko zewnętrzne części źdźbeł i nie prowadzi do ich łamania.

## Etiologia i epidemiologia
Rhizoctonia solani i Ceratobasidium cereale różnią się o siebie liczbą jąder w komórkach strzępek, średnicą strzępek grzybni powietrznej oraz szybkością wzrostu. Rozróżnia się je metodami molekularnymi.
Obydwa wywołujące tę chorobę patogeny pospolicie występują w glebie w postaci strzępek i sklerocjów, które rozprzestrzeniane są w glebie w czasie zabiegów agrotechnicznych. Ich grzybnia w sprzyjających warunkach (temperatura 9–12 °C i pH około 5) rozwija się szybko. Rozwojowi grzybni sprzyja chłodna jesień i wiosna. Największe nasilenie choroby występuje podczas suchych lat, oraz gdy zboża uprawia się na tym samym polu bez zmianowania.

## Ochrona
Ogranicza się rozwój choroby przez stosowanie płodozmianu oraz właściwe przeprowadzanie zabiegów agrochemicznych. Jako przedplon poleca się uprawę buraków i roślin bobowatych. Jak dotąd brak skutecznych fungicydów zwalczających tę chorobę. Prowadzi się doświadczenia z mikroorganizmami będącymi pasożytami jej patogenów (tzw. nadpasożytami) – np. Verticillium biguttatum, lub antagonistami – np. z rodzaju Trichoderma.
Naukowcy z UT-P w Bydgoszczy w trakcie badań polowych i laboratoryjnych stwierdzili, że nie istnieją odmiany zbóż odporne na tę chorobę. Większą odpornością cechują się odmiany ‘Fregata’ oraz ‘Figura’, szczególnie wrażliwe są natomiast ‘Loyal’, ‘Jantarka’, ‘Cubus’, ‘Kuban’, ‘Muszelka’, ‘Ostka Strzelecka’, ‘Dekan’ oraz ‘Rywalka’.